# Buckow (Berlino)

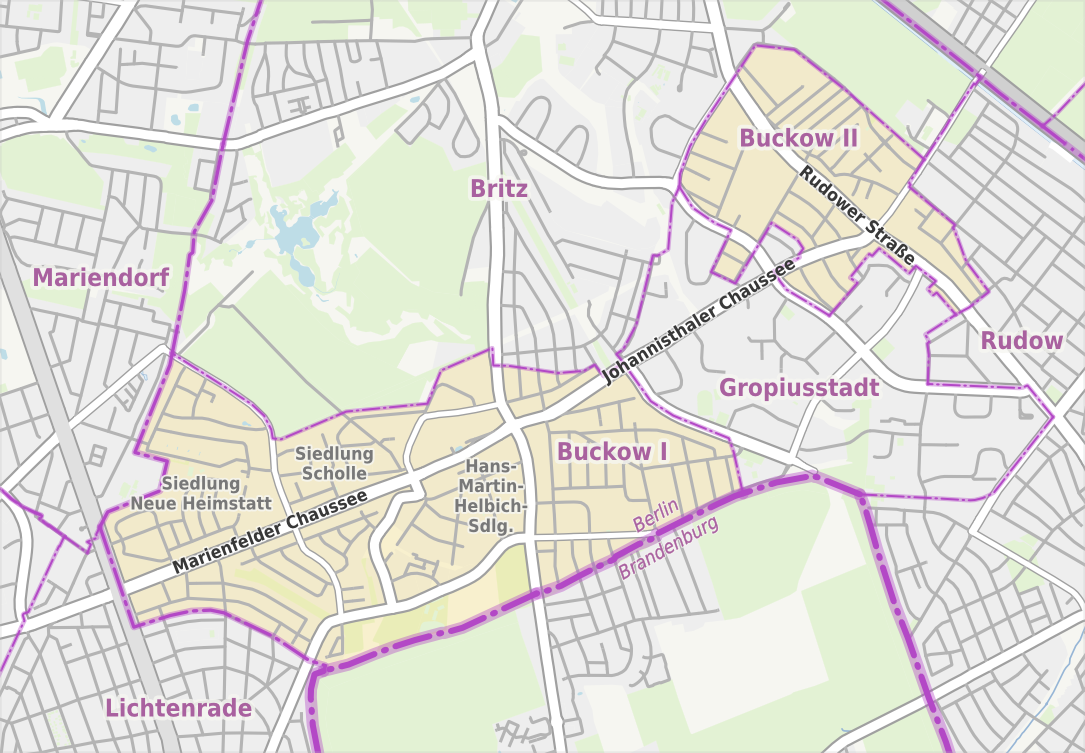
Mappa del quartiere

Buckow è un quartiere della città tedesca di Berlino, appartenente al distretto di Neukölln.

## Storia
Già comune autonomo, Buckow venne annessa alla "Grande Berlino" nel 1920, venendo assegnata per la quasi totalità al distretto di Neukölln (una parte disabitata del territorio comunale fu invece assegnata al distretto di Tempelhof).